# Hypenetes aegialodes
Hypenetes aegialodes är en tvåvingeart som beskrevs av Jason Gilbert Hayden Londt 1985. Hypenetes aegialodes ingår i släktet Hypenetes och familjen rovflugor. Inga underarter finns listade i Catalogue of Life.